# 胡美芳

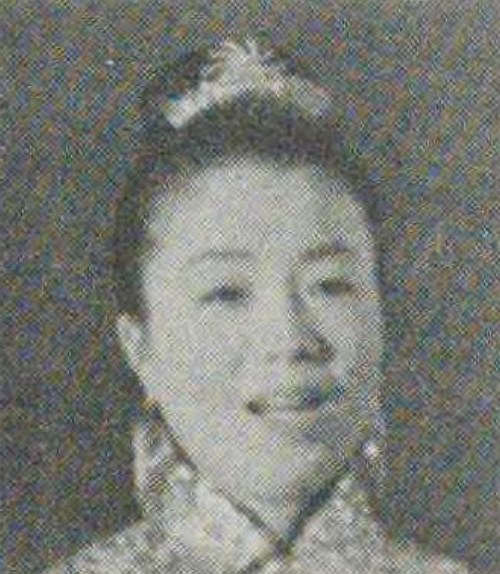
胡美芳

胡 美芳（こ びほう）（1926年11月20日 - 2009年11月7日）は、和歌山県生まれの中国人歌手。日本名で、周 朝子（しゅう あさこ）とも名乗っていた。戦後日本でデビューし、渡辺はま子や李香蘭の歌のカバーで人気を博した。日本コロムビア所属。1974年にキリスト教に入信し、以後、福音歌手として教会を回っての活動を続けた。
息子は、東京・新橋で新橋やきとんまこちゃん本店を経営している。

## 年譜
- 1926年：華僑総会の会長を務めていた父親のもと和歌山市で生まれる。
- 1933年：新南小学校に入学[2]。
- 1940年：修徳高等女学校（後に修徳高等学校、現在の開智中学校・高等学校）に入学[3]。
- 1941年：官憲の迫害を逃れ、一家で上海に引き揚げる。
- 1943年：北京芸文学校入学。音楽を学ぶ。
- 1945年：終戦とともに、家族に会えないまま引き揚げ船で日本へ亡命。
- 1951年：日劇で行われた「服部良一二千曲ヒットパレード」出演。「夜来香幻想曲」を歌う。
- 1952年：日本コロムビア専属歌手となり「薔薇薔薇處々開（チャンウェイチャンウェイトウトウカイ）」でデビュー。新東宝映画「上海帰りのリル」、大映映画「殴り込み孫悟空」に出演。
- 1958年：新東宝映画「憲兵と幽霊」に出演。
- 1974年：キリスト教に入信。福音歌手としてプロテスタント教会や福祉施設等で活動をはじめる。
- 1978年：日中国交正常化により帰国し、34年ぶりに家族と再会。
- 1983年：コロムビア五人会（二葉あき子・並木路子・池真理子・安藤まり子）のメンバーとなり、以後池真理子が急死する2000年まで精力的に五人で、老人ホーム慰問やコンサートなど活動する。
- 2006年：膠原病の悪化のため、引退。
- 2009年：11月7日午前0時28分、肺炎のため東京都墨田区の病院で逝去。満82歳没。

## 代表曲
- 薔薇薔薇處々開（チャンウェイチャンウェイトウトウカイ）
- 夜来香（イェライシャン）
- 支那の夜
- 蘇州夜曲（映画「支那の夜」挿入歌）
- いとしあの星（映画「白蘭の歌」挿入歌）
- サヨンの鐘（映画「サヨンの鐘」主題歌）
- サヨンの歌（映画「サヨンの鐘」挿入歌）
- 紅い睡蓮（映画「熱砂の誓ひ」挿入歌）
- 夜霧の馬車
- チャイナ・マンボ
- 孟姜女（短波放送でこの歌が流れ、中国大陸の生き別れた家族が胡美芳の生存を知る）
- 夢の太湖船（中国民謡「太湖船」）
- 上海ルムバ（映画「燃える上海」主題歌）
- 長崎のよかおなご
- 懐かしの上海
- 迎春花（映画「迎春花」主題歌）
- 涙の姑娘
- 秋的懷念（映画「憲兵と幽霊」劇中歌）
- 桃の花咲く頃
- 上海タンゴ
- チンチン中国娘
- 北京の花嫁さん
- 忘られぬ北京
- 春怨花（李香蘭主演の中国映画「萬世流芳」挿入歌「戒煙歌」日本語版／映画「憲兵」挿入歌）
- 夜来香の女
- 草原情歌
- 台湾楽しや
- 雨夜花（ウーヤーホェ）
- 何日君再来（ホーリーチンツァイライ）
- 何日夢再来（ホーリーモンツァイライ）
- 期待（香港百代唱片・麗歌レーベル、姚敏作曲 董兄作詞 中国語）
- 愛他愛他（香港百代唱片・麗歌レーベル、和田弘とマヒナスターズの「愛して愛して愛しちゃったのよ」を日中両国語にて）
- 女人心（香港百代唱片・麗歌レーベル、バーブ佐竹の「女心の唄」を日中両国語にて）
- 靜靜地輕輕地（香港百代唱片・麗歌レーベル、姚敏作曲 聖木作詞 中国語）
- 教我如何不想你（香港百代唱片・麗歌レーベル、姚敏作曲 董兄作詞 中国語）
- 賣糖歌（香港百代唱片・麗歌レーベル、中国語、李香蘭主演の中国映画「萬世流芳」挿入歌）
- 戒煙歌（香港百代唱片・麗歌レーベル、中国語、李香蘭主演の中国映画「萬世流芳」挿入歌）
- 鳳凰花（フォンファンホァ）
- 香港スーベニール
- 三声無奈（福建語流行歌）
- 海路遥かに
- 涙的小花（レイダシャオホア）（原曲は韓国歌謡「미워도 다시 한 번」）
- 杵唄（台湾高砂族民謡）
- 梅花譜（劉家昌作詞作曲、テレサ・テンの歌で知られる「梅花」日本語版）
- 朝静かに（オリジナル讃美歌）
- 海路遥かに
- 私は生きてます
- ライムライト（チャップリンの「Eternally」を山口淑子が日本語でカヴァーした「とこしへに」）
- 青春日記（藤山一郎のカヴァー）
- 北国の春（千昌夫の「北国の春」を日中両国語にて）
- 愛、そして愛
- 遥かかなたに
- 希望のささやき
- アメイジング・グレイス（自ら作詞）
- 蘇州の春
- 幻想的上海（ホァンシャンダシャンハイ）（最後のレコーディング曲）

## 著書
- 海路遥かに（静山社、1985年6月）ISBN 491551210X
- 愛、そして愛（静山社、1989年8月）ISBN 4915512215
- アメイジング・グレイス わが人生・出会いの旅（キリスト新聞社、1995年10月）